# Pterichis acuminata
Pterichis acuminata är en orkidéart som beskrevs av Rudolf Schlechter. Pterichis acuminata ingår i släktet Pterichis och familjen orkidéer. Inga underarter finns listade i Catalogue of Life.